# Christian Gottlieb Scherber
Christian Gottlieb Scherber, född 12 februari 1753, död 21 februari 1831, var en tysk fagottist och violinist vid Kungliga hovkapellet.

## Biografi
Scherber föddes 12 februari 1753. Han anställdes som fagottist vid Hovkapellet 1782 och flyttades till en violinisttjänst 1812, där han kvarstod till pensioneringen 1818. Han medverkade som solist vid ett antal konserter i slutet av 1700-talet och början på 1800-talet. Scherber avled 21 februari 1831.
Scherber var gift med Maria Margareta Wiedman (1767–1823).